# 大平橋
大平橋（たいへいばし）は、山形県西置賜郡白鷹町と西村山郡朝日町を結ぶ最上川に架かる道路橋。置賜地方と村山地方を結んでいる。

## 概要
1964年（昭和39年）に完成。最上川本流にかかる初の吊橋として、白鷹町朝日町両方などが整備した。白鷹町大瀬と朝日町今平を結んでおり、橋の名称の大平橋は大瀬の"大"と今平の"平"の文字を取って付けられた。発電所整備用の作業用吊橋を再利用する形で作られ、橋には500枚以上の渡り板が張られている。
2010年（平成22年）、1996年（平成8年）より整備を進めてきた現在の大平橋が山形県道9号長井大江線に開通した。総事業費は約14億2,000万円。現在の大平橋の下流200mほどにある旧大平橋は2013年（平成25年）より全面通行止めとなり、老朽化に伴い白鷹町と朝日町が撤去費を半分ずつ負担し、2021年（令和3年）度に撤去工事が行われる。